# Čao Pičke
Čao Pičke je slovenski postpunk sastav iz Ljubljane iz godina 1982 do 1984. Članovi sastava bili su vokalistica Alenka Marsenič (radila s Berlinskim zidom, Tožibabama,  Borghesiom), bas gitarist, komponist Ljubomir Kopać - Kope,  gitarist, poslije bas gitarist, Iztok Vidmar(radio s Orkester Titanic, Basisti, Lolita) i Jani Sever(radio s Ljubljana 78, Orkester Titanic, UBR).
Pjevačica Alenka Marsenič Marsa je rekla da su se Čao Pičke dogodile usporedno sa slavnim klubom FV-om. Upoznali su se u Unionu i pred Medexom. Alenka je onda bila vrlo mlada i s tek 14 godina upala je izravno unutra među stare punkere.
Vježbali su u bivšem placu grupe Buldožer pored Diska Študent zvanog i klub FV po teatar grupi FV-112/15, iz kojeg je u to doba nastala i Borghesia. Tu su vježbali i Orkester Titanik, D'pravda, Otroci socializma, Via ofenziva.
Prve snimke napravili su u studiu Radia Student, a kasetu su 1983. objavili kao split izdanje zajedno  s Via Ofenziva. Pjesme su bile na B strani kazete: Ona Grdo Gleda, Vsi Se Mamo Fino, Moja Punca, Sonce V Očeh, Pesem B, 4554, Si Prepričan, Gledam Te Vsak Dan, Nicole. Album je objavila založba ŠKUC (Študentski kulturni center) koja je objavila ploče Laibachu i punk sastavima kao što je Borghesia.
1984. objavili na kompilaciji 84 izdavačke kuće ZKP RTVL našle su se njihove dvije pjesme Pesem B i Kaj Ti Rečem.
Bendovi kao Čao Pičke, Niet, Via Ofenziva, Berlinski zid, U.B.R., Šund, Kuzle,  Buldogi, Lublanski psi, Otroci socializma, Tožibabe, Indusbag,O!Kult, Odpadki Civilizacije, spadaju u kremu slovenskog punka.

## Vanjske poveznice
- Discogs
- E-arhiv Produkcija: FV Video / Å kuc - Forum, 1983

Dokument živahnega subkulturnega dogajanja v Disku FV, zbirališču ljubljanske alternativne scene in prizorišču nastopov najbolj udarnih bendov tistega časa. Predstavljeni so bendi: O!Kult, Grč, Titanic, Via ofenziva, Gastarbajter's, Marcus 5, Borghesia, Otroci socializma, Čao pičke, Videosex in Gustaf i njegovi dobri duhovi.